# 스페인 상원
스페인 상원(스페인어: Senado de España)은 스페인 의회의 상원에 해당하는 입법 기구이다. 266석으로 구성되며 208석은 일반투표에 의해, 58석은 지방의회 의석수의 비율에 따라 결정된다. 모든 상원의원의 임기는 4년이며 다만 지방의회의 천거를 받은 의원의 경우 그 지명에 대해 재고될 수 있는 여지가 항상 열려 있다.
스페인 총선이 2019년 4월 28일 열려 그 결과에 따라 13대 상원이 발대했으며 2023년까지의 임기이다.
상원도 여타 국가의 의회와 같이 정당에 따라 교섭단체 내지는 정당 이익단체를 구성한다. 10석 이하의 정당은 혼합단체(Grupo Mixto)를 만들며 특정 정당의 의석이 탈당 등의 여러 이유로 한 회차 중 6석 이하로 떨어질 경우 혼합단체로 자동 편입된다. 예를 들어 카나리아 연합은 상원 교섭단체를 2008년 총선 이후 두 석만을 확보해 잃었다. 바스크 국민당(Partido Nacionalista Vasco)은 7석에서 4석으로 떨어져 집권당인 스페인 사회당으로부터 의석수를 빌려와 교섭단체를 구성했다. 대신 총선 때 하비에르 로호를 상원의장으로 지지하기로 약속했다.

## 상원의원 선거
현재까지 상원 선거는 하원과 동시에 진행됐으나 헌법 상으로는 총리가 국왕에게 양원이 아닌 상원 또는 하원만의 선거를 진행할 수 있는지에 대해 충고를 구할 수 있다. 스페인 내각이 정당 비례대표제에 의해 선출되는 반면에 상원 의원은 일반투표와 지역 입법부의 천거로 분리돼 임명된다.

### 직접투표
대부분의 의원들은 국민에 의해 선출된다. 각 지방은 인구와 상관 없이 4명을 선출하며 섬 지방은 달리 구분한다. 발레아레스 제도나 카나리아 제도의 경우 3석이지만 미노르카나 고메라, 이에로, 란사로테, 라 팔마 등의 경우 1석이다. 세우타와 멜리야는 2석 씩 배당된다. 이는 인구 6백만인 마드리드와 십만에 불과한 소리아 지방의 의석이 동등하다는 데 있어 인구가 적은 지역을 상당히 배려한 것으로 볼 수 있다.
도서지역이 아닌 경우 각 정당이 세 명씩 후보자를 지명한다. 후보자의 이름이 정당에 따라 열을 지어 적혀져 있고 철자법 상으로 빠른 순으로 명기되도록 돼 있다.
유권자는 정당에 상관없이 최고 세 명의 후보자에게 투표권을 행사할 수 있다. 이는 스페인 유권자들이 정당이 아닌 후보자를 보는 거의 유일한 예에 해당한다. 전형적으로는 4석을 선거할 시 3석은 대중의 뜨거운 관심을 받고 있는 정당이 차지하며 나머지 1석은 그 다음으로 투표수가 많은 후보자가 된다. 2:2의 비율을 갖는 경우도 종종 있다. 유권자의 투표수가 두 정당으로 명백하게 나뉠 경우 철자순으로 앞에 있는 정당이 상대적으로 유리한 것도 지적되는 문제점이다.

## 역할
스페인 의회는 양원제이나 그 격이 다르다. 스페인 하원(Congreso de los Diputados)이 더 독립적이며 상원의 의견을 직권으로 기각할 수 있다. 하원만이 총리에 대한 신임에 대해 불신임 여부를 물을 수 있다. 입법 절차에 관해서는 양원 모두 자격이 있으며 상원은 다만 하원이 제기하여 올린 안건에 대해 적대적인 개정안을 상정하거나 거부권을 행사해 법령 자체에 대한 검토를 원점으로 돌릴 수 있다. 즉, 미국과 마찬가지로 하원이 집권 정당의 독식에 의해 특정 안건을 상정했다 해도 상원에서 야당의 세력이 많아 이를 거부하면 집권 체제에 안정을 떨어뜨리게 된다는 뜻이다. 헌법 개정에 관련해서는 양원 모두 60%가 넘는 초과반수의 찬성을 얻어야 가능하다. 상원이 이 비율을 충족하지 못하고 하원의 혼합단체에서도 조정을 이끌어 내는 데 실패하게 되면 하원이 개정안을 강행해 상원의 대다수가 찬성을 한다고 하면 2/3 이상의 찬성을 얻은 안건에 대해서만 의결된다.
반면 상원은 헌법에 관련한 직책에 대한 임명권을 가지고 있어 헌법재판소, 법령위원회 등에 대한 재판관 임명권을 갖는다. 실행된 적은 없지만 상원은 지방정부의 수장에 대해 그 책임 내지는 규율에 어긋나는 행위를 문책할 수 있는 유일한 기관이다. 상원만이 지방정부 활동 정지를 명할 수 있다. 2006년 4월 마르베야 시 의회의 대부분이 부패했다는 보고가 일자 상원은 의회 해산을 명령한 바 있다.
스페인 민주주의에 대해 상원 개혁은 시초부터 논의 대상이었으며 연방제를 앞서 각 지방정부를 상원이 대변하도록 체제를 바꿔야 한다는 제안이 있다.